# Gradi dell'aeronautica cinese
Di seguito, vengono elencati i gradi della Zhongguo Renmin Jiefangjun Kongjun, l'aeronautica militare della Cina, conosciuta internazionalmente con la dizione in inglese People's Liberation Army Air Force, spesso abbreviata in PLAAF. I gradi sono simili a quelli dell'esercito cinese, ufficialmente noto come Esercito Popolare di Liberazione, in cinese Zhōnggúo Rénmín Jiěfàngjūn, con la differenza che i gradi dell'aviazione sono preceduti da 空军 (Kong Jun) che significa armata aerea.

## Ufficiali
L'attuale sistema di gradi e insegne è in vigore dal 1988 e deriva da una revisione dei gradi e insegne utilizzati tra il 1955 e il 1965.  Il grado di Kong Jun Yi Ji Shang Jiang (Generale di prima classe) non è stato mai assegnato ed è stato abolito nel 1994.
| grado (traduzione letterale)                                                | Grado NATO equivalente | codice NATO |
| --------------------------------------------------------------------------- | ---------------------- | ----------- |
| 空军上将 Kong Jun Shang Jiang Generale capo di armata aerea                 | Generale               | OF-9        |
| 空军中将 Kong Jun Zhong Jiang Generale intermedio di armata aerea           | Tenente Generale       | OF-8        |
| 空军少将 Kong Jun Shao Jiang Generale inferiore di armata aerea             | Maggior Generale       | OF-7        |
| 空军大校 Kong Jun Da Xiao Grande ufficiale superiore di armata aerea        | Brigadier Generale     | OF-6        |
| 空军上校 Kong Jun Shang Xiao Ufficiale superiore capo di armata aerea       | Colonnello             | OF-5        |
| 空军中校 Kong Jun Zhong Xiao Ufficiale superiore intermedio di armata aerea | Tenente Colonnello     | OF-4        |
| 空军少校 Kong Jun Shao Xiao Ufficiale superiore inferiore di armata aerea   | Maggiore               | OF-3        |
| 空军上尉 Kong Jun Shang Wei Ufficiale capo di armata aerea                  | Capitano               | OF-2        |
| 空军中尉 Kong Jun Zhong Wei Ufficiale intermedio di armata aerea            | Tenente                | OF-1        |
| 空军少尉 Kong Jun Shao Wei Ufficiale inferiore di armata aerea              | Sottotenente           | OF-1        |
| 空军学员 Kong Jun Xue Yuan Cadetto di armata aerea                          | Allievo ufficiale      | OF-D        |

## Sottufficiali e graduati
Il sistema di gradi e insegne attuali è in vigore dal 2009.
| grado (traduzione letterale)                                                                  | Grado NATO equivalente        | codice NATO |
| --------------------------------------------------------------------------------------------- | ----------------------------- | ----------- |
| 空军一级军士长 Kong Jun Yi Ji Jun Shi Zhang soldato esperto di armata aerea di prima classe   | Maresciallo di prima classe   | OR-9        |
| 空军二级军士长 Kong Jun Er Ji Jun Shi Zhang soldato esperto di armata aerea di seconda classe | Maresciallo di seconda classe | OR-8        |
| 空军三级军士长 Kong Jun San Ji Jun Shi Zhang soldato esperto di armata aerea di terza classe  | Maresciallo di terza classe   | OR-7        |
| 空军四级军士长 Kong Jun Si Ji Jun Shi Zhang soldato esperto di armata aerea di quarta classe  | Maresciallo                   | OR-7        |
| 空军上士 Kong Jun Shang Shi graduato anziano di armata aerea                                  | Sergente maggiore capo        | OR-6        |
| 空军中士 Kong Jun Zhong Shi graduato intermedio di armata aerea                               | Sergente maggiore             | OR-5        |
| 空军下士 Kong Jun Xia Shi graduato inferiore di armata aerea                                  | Sergente                      | OR-4        |
| 空军上等兵 Kong Jun Shang Deng Bing soldato di grado esperto di armata aerea                  | Caporale maggiore             | OR-3        |
| 空军列兵 Kong Jun Lie Bing soldato graduato di armata aerea                                   | Caporale                      | OR-2        |